# Чулья
Чулья́ (рос. Чулья) — присілок в Кізнерському районі Удмуртії, Росія.
Населення становить 1 особа (2010, 1 у 2002).
Національний склад (2002):
- росіяни — 100 %

Урбаноніми:
- вулиці — Польова